# Schloendorff contra Hospital de Nueva York
Schloendorff contra Hospital de Nueva York, 105 N.E. 92 (N.Y. 1914), es una decisión emitida por la Corte de Apelaciones de Nueva York en 1914 que estableció los principios de consentimiento informado y respondeat superior en la ley de Estados Unidos.

## Hechos
En enero de 1908, HGZ 33 Mary Schloendorff, también conocida como Mary Gamble—una	profesora de elocución de San Francisco—fue admitida al Hospital de Nueva York para evaluar y tratar un trastorno de estómago. Algunas semanas después de su ingreso en el hospital, se le diagnosticó un fibroma. El médico recomendó la cirugía, a la que Schloendorff se negó rotundamente. Consintió un examen bajo anestesia con éter. Durante el procedimiento, los doctores realizaron una cirugía para extirpar el tumor. Después, Schloendorff desarrolló gangrena en el brazo izquierdo, que finalmente llevó a la amputación de algunos dedos. Schloendorff culpó a la cirugía, y presentó una demanda.[cita requerida]

## Juicio
El tribunal declaró que la operación a la cual la demandante no había consentido constituía una agresión médica. El juez Benjamin Cardozo escribió en la opinión del tribunal:

Every human being of adult years and sound mind has a right to determine what shall be done with his own body; and a surgeon who performs an operation without his patient's consent commits an assault for which he is liable in damages. This is true except in cases of emergency where the patient is unconscious and where it is necessary to operate before consent can be obtained.

Todo ser humano de edad adulta y que esté en pleno uso de sus facultades mentales tiene el derecho de determinar lo que se le hace a su cuerpo; un cirujano que realiza una operación sin el consentimiento de su paciente comete una agresión de la que es responsable de los daños resultantes. Esto es cierto excepto en casos de emergencia donde el paciente está inconsciente y cuando es necesario operar antes de que se pueda obtener el consentimiento.

Schloendorff, no obstante, había demandado al hospital, no a los médicos. Por esta razón, el tribunal concluyó que un hospital sin ánimo de lucro no podía ser responsable de las acciones de sus empleados, usando como analogía el principio de inmunidad de las instituciones de caridad (charitable immunity). 

## Importancia
La idea que un hospital sin ánimo de lucro no podía ser demandado por las acciones de sus empleados se convirtió en un principio que llegó a conocerse como la "regla Schloendorff". El tribunal rechazó esta regla en la  decisión de Bing contra Thunig en 1957.